# Toshikazu Irie
Toshikazu Irie (født 11. november 1984) er en tidligere japansk fodboldspiller.
Han har spillet for flere forskellige klubber i sin karriere, herunder Tochigi SC.